# Silverback Gorilla
Silverback Gorilla è il terzo album in studio del rapper statunitense Sheek Louch, pubblicato nel 2008.

## Tracce
1. Lottery (Skit) – 0:31
2. Think We Got a Problem (featuring Bun B & The Game) – 3:36
3. Keep Pushin' (featuring Mike Smith) – 3:42
4. Good Love – 3:18
5. D-Block/Dipset (performed by The LOX featuring Hell Rell & Jim Jones) – 4:00
6. We at War – 4:07
7. Scrap to This – 3:19
8. Don't Be Them – 3:40
9. Gettin' Stronger (performed by The LOX) – 3:37
10. That's a Soldier – 3:12
11. What What (featuring Bully) – 3:42
12. We Comin' (featuring Unk) – 4:31
13. Crowd (Skit) – 0:43
14. We Spray Crowds – 3:44
15. Rubber Grip (featuring Fat Joe & Styles P) – 3:32
16. 2 Turntables & a Mic – 2:56
17. Mic Check – 3:51
18. Go Hoodlums – 3:31

## Classifiche
| Classifica (2008) | Posizione raggiunta |
| ----------------- | ------------------- |
| Stati Uniti       | 41                  |